# Карапулька
Карапу́лька — річка в Україні, ліва притока річки Лугань. Басейн Дону. Довжина 20 км. Площа водозбірного басейну 109 км². Похил 5,8 м/км. Долина балкового типу. Заплава двостороння. Річище слабовиражене. Використовується на зрошування.
Бере початок на північний захід від Дебальцевого, між с. Дебальцівське та с-щем Булавине. Тече територією Бахмутського району та впадає в р. Лугань, Миронівське водосховище поблизу смт. Луганське.
Карапулька відіграла значну роль під час боїв за Дебальцеве.